# Rivarolo Mantovano

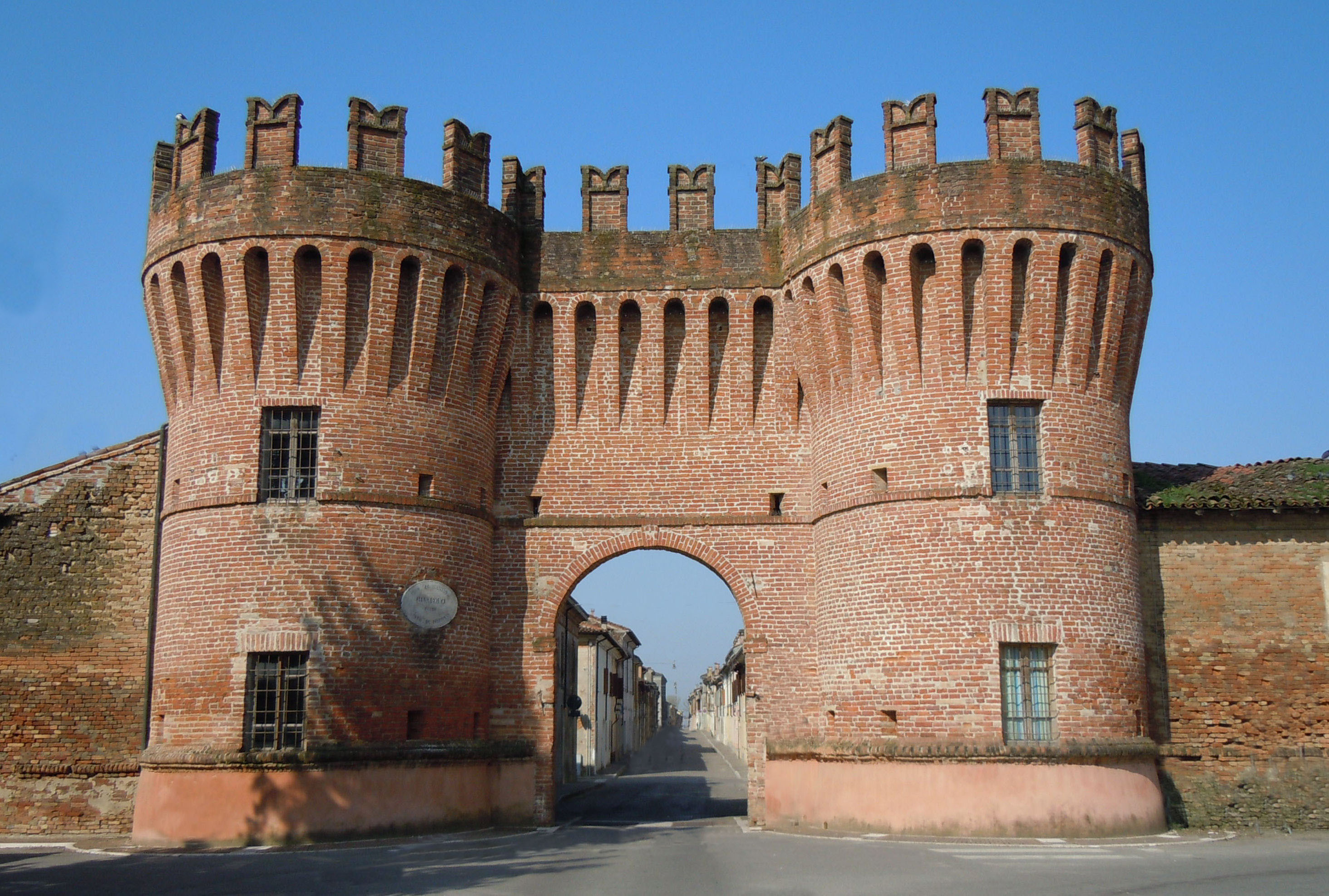
Das eindrucksvolle Tor von Rivarolo Mantovano

Rivarolo Mantovano ist eine norditalienische Gemeinde (comune) mit 2368 Einwohnern (Stand 31. Dezember 2023) in der Provinz Mantua in der Lombardei. Die Gemeinde liegt etwa 35 Kilometer westsüdwestlich von Mantua. 
Rivarolo Mantovano grenzt an die folgenden Gemeinden: Bozzolo, Casteldidone, Piadena, Rivarolo del Re ed Uniti, San Martino dall’Argine, Spineda, Tornata. Es ist ein Dorf mit quadratischem Grundriss und rechtwinkligen Straßen, wie es Ende des 16. Jahrhunderts von Herzog Vespasiano I. Gonzaga gegründet wurde. 

## Geschichte
Langobardische Gräber zeigen, dass die Gemeinde schon früh besiedelt war. Die Geschichte des Ortes ist eng mit der der Familie Gonzaga verknüpft. Sigismund von Luxemburg übergab der Familie 1432 das Gemeindegebiet als Lehen.
Bis 1907 trug der Ort den Namen Rivarolo di Fuori. 

## Persönlichkeiten
- Giuseppe Finzi (1815–1886), Politiker
- Gorni Kramer (1913–1995), Komponist